# Cescau (Pyrénées-Atlantiques)
Cescau ist eine französische Gemeinde mit 624 Einwohnern (Stand 1. Januar 2022) im Département Pyrénées-Atlantiques in der Region Nouvelle-Aquitaine (vor 2016: Aquitanien). Die Gemeinde gehört zum Arrondissement Pau und zum Kanton Artix et Pays de Soubestre (bis 2015: Kanton Arthez-de-Béarn).
Die Bewohner werden Cescalois oder Cescaloises genannt.

## Geographie
Cescau liegt ca. 20 km nordwestlich von Pau in der historischen Provinz Béarn.
Umgeben wird der Ort von den Nachbargemeinden:
| Casteide-Cami       | Boumourt Mazerolles                         |                     |
| Serres-Sainte-Marie | Kompassrose, die auf Nachbargemeinden zeigt | Viellenave-d’Arthez |
|                     | Labastide-Monréjeau Denguin                 | Bougarber           |

Cescau liegt im Einzugsgebiet des Flusses Adour. Zwei Nebenflüsse des Luy de Béarn, der Aubin und der Uzan, fließen durch das Gebiet der Gemeinde ebenso wie die Geüle, ein Zufluss des Gave de Pau, strömen durch das Gebiet der Gemeinde. Der Habarnet, ein Zufluss des Ruisseau Laulouze, markiert die Grenze zur Nachbargemeinde Labastide-Monréjeau.

## Geschichte
Die ursprünglichen Bewohner von Cescau profitierten von der bevorzugten geografischen Lage auf einer Anhöhe, die die Anlage von leicht zu verteidigenden Befestigungen förderte. Spuren von zahlreichen Lagern der Frühgeschichte, z. B. der Turon deu Bourier, der Turounet de Las Mouleres und das Lager Cazalet belegen eine frühe Besiedelung.
Bei der Volkszählung im Jahre 1385 wurden in Sescau 31 Haushalte und die Zugehörigkeit des Dorfes zur Bailliage von Pau erfasst. Da die Gemeinde auf dem Jakobsweg nach Santiago de Compostela liegt, etablierte sich bald die Kommende Saint-Onofre des Johanniterordens. Zu Beginn des 15. Jahrhunderts wurde eine Pilgerherberge zur Aufnahme der Pilger an die Kapelle der Kommende angeschlossen. Von diesen Gebäuden sind heute keine Spuren mehr sichtbar, da sie während der Französischen Revolution zerstört wurden.
Ein weiteres Toponyme und Erwähnung der Gemeinde gab es 1572 in den Urkunden von Cassaber als Sesquau. Auf der Karte von Cassini 1750 ist die Gemeinde in der heutigen Form eingezeichnet.

### Einwohnerentwicklung
Nach ersten Höchstständen der Einwohnerzahl bis zur Mitte des 19. Jahrhunderts mit 550 Einwohnern reduzierte sich die Zahl bis nach dem Zweiten Weltkrieg auf unter 200. Seitdem steigt die Zahl der Bewohner aufgrund der Nähe zu umliegenden Städten wie Pau und Mourenx und übertrifft die historischen Höchststände.
| Jahr      | 1962 | 1968 | 1975 | 1982 | 1990 | 1999 | 2006 | 2009 | 2022 |
| --------- | ---- | ---- | ---- | ---- | ---- | ---- | ---- | ---- | ---- |
| Einwohner | 253  | 231  | 220  | 270  | 358  | 349  | 477  | 514  | 624  |

## Sehenswürdigkeiten
- Ortskirche, gewidmet der Enthauptung Johannes des Täufers. An der Stelle der während der Französischen Revolution verschwundenen Kapelle der Kommende des Johanniterordens wurde eine neue Kirche als Ersatz für ein einfaches Gotteshaus im Jahre 1823 erbaut. Reihen von vier Jochen mit Rundbögen trennen die drei Kirchenschiffe; verschiedene Scheingewölbe (Kreuzgrat-, Kessel- und Gratgewölbe) bedecken das Langhaus. 1844 wurde eine Restaurierung durch den Architekten Paul Poublan aus Pau projektiert, 1864 eine weitere, die diesmal einen Neubau der Kirche ergab. Die Arbeiten wurden zwischen 1867 und 1869 unter der Führung des Architekten Henri d’Arnaudat ausgeführt. 1868 wurden dabei eine Reihe von Glasfenstern mit Figuren und Symbolen der Glasmalerei Mauméjean aus Pau eingesetzt.[8][9] Der Hauptaltar stammt aus der Zeit der Errichtung der heutigen Kirche. Im neugotischen Stil der Zeit gehalten, ist er mit floralen Ornamenten verziert. Ein Tabernakel ist auf ihm aufgestellt, von sieben Kerzenhaltern umgeben, die auf Stufen zu beiden Seiten aufgereiht sind. Der Tabernakel wird beschirmt von einem Baldachin, der auf vier Säulen getragen wird. An seiner Spitze befindet sich das Altarkreuz aus verziertem Metall.[10] An einer Wand in der Kirche befindet sich eine Stele zur Erinnerung an die im Ersten Weltkrieg gefallenen französischen Soldaten der Gemeinde. Sie verbindet patriotische Motive (Soldatenhelm, französische Nationalflaggen, Liktorenbündel, Eichengirlande) mit religiösen (Engel, lateinisches Kreuz, Pietà). Ein Engel, der einen Palmzweig trägt, ist eine Allegorie des Sieges. Im unteren Teil wird eine trauernde Frauengestalt dargestellt, die an Gräbern gefallener Soldaten sitzt.[11]

- Schule von Cescau. Aufgrund der zunehmenden Anzahl von Kindern im Ort ist das Schulgebäude in der zweiten Hälfte des 19. Jahrhunderts und in der ersten Hälfte des 20. Jahrhunderts in der Ortsmitte errichtet worden. Sein Aufbau ist charakteristisch für Schulgebäude dieser Zeit. Es besitzt zwei Etagen und ein Dachgeschoss, das über einen Okulus in der Mitte des Frontgiebels beleuchtet wird. Das Erdgeschoss enthält die Klassenräume, die erste Etage die Wohnräume des Lehrpersonals.[12]

## Wirtschaft und Infrastruktur
Die Wirtschaft der Gemeinde wird in erster Linie von Handel und Dienstleistungen bestimmt.

### Bildung
Die Gemeinde verfügt über eine öffentliche Vor- und Grundschule mit 74 Kindern im Schuljahr 2016/2017.

### Verkehr
Die Gemeinde wird durchquert von den Routes départementales 32 und 233.